# Museo delle tradizioni contadine
Il Museo delle tradizioni contadine è un museo etno-antropologico situato a Verrecchie, frazione di Cappadocia (AQ), in Abruzzo.

## Storia e descrizione
Il piccolo museo delle tradizioni contadine di Verrecchie, nel comune abruzzese di Cappadocia, fu inaugurato il 14 agosto 2008 presso il mulino ad acqua situato all'ingresso del paese marsicano.
Allestito e gestito dalla locale Pro loco espone gli arnesi antichi tipici delle attività contadine, pastorali e artigianali del luogo, oltre a numerosi documenti storici, foto d'epoca e libri di storia locale. Il mulino ad acqua, dotato di due mole, una idraulica ottocentesca e una elettrica del 1950, ha rappresentato un punto di riferimento per i contadini che fino al XX secolo lo utilizzarono per macinare rapidamente grano, granturco e altri legumi.
Nelle sue vicinanze si trovano le grotte di Beatrice Cenci, le sorgenti dell'Imele, raggiungibili attraverso il sentiero storico-naturalistico, i ruderi della rocca di Monte a Corte, la chiesa medievale di Sant'Egidio. Il monte Aurunzo che domina il territorio è incluso tra i siti di interesse comunitario dell'Abruzzo.